# Willem Cornelisz Schouten

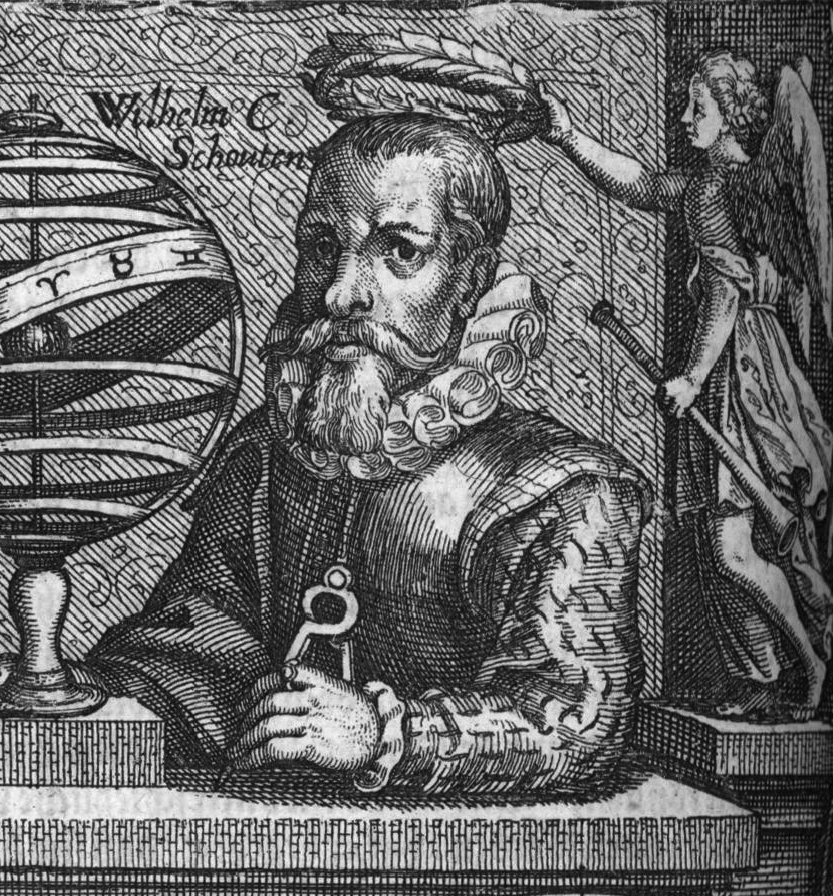
Willem Cornelisz Schouten
(1625), Matthäus Merian, uit Historia Antipodum oder Newe Welt (1631)

Willem Corneliszoon Schouten (Hoorn, ca. 1577 – Baai van Antongil (Madagaskar), 1625) was een Nederlands ontdekkingsreiziger.

## Biografie
Willem Schouten was afkomstig uit Hoorn. Hij was de oudste zoon van Cornelis Jansz Schouts en Mary Claesdochter. Zijn vader was ook schipper. Van 1599 tot 1601 maakte Willem een eerste reis naar de Oost in dienst van Steven van der Hagen. In 1601 vertrok hij onder Wolfert Harmensz, als schipper op de Duyfken, opnieuw naar Indië. Hij was tijdens deze reis betrokken bij de slag bij Bantam. Later werd hij naar Ceram uitgezonden om sago te kopen en informatie in te winnen over Nova Guinea. Op de terugreis werd hij naast schipper ook opperkoopman op de Duyfken, nadat de vorige was overleden. Na deze reis voer hij (1603-1605) opnieuw naar Indië op het jacht de Delft in de vloot van admiraal Steven van Hagen. Daarna was hij enige tijd koopman aan de wal in de houthandel met Noorwegen.

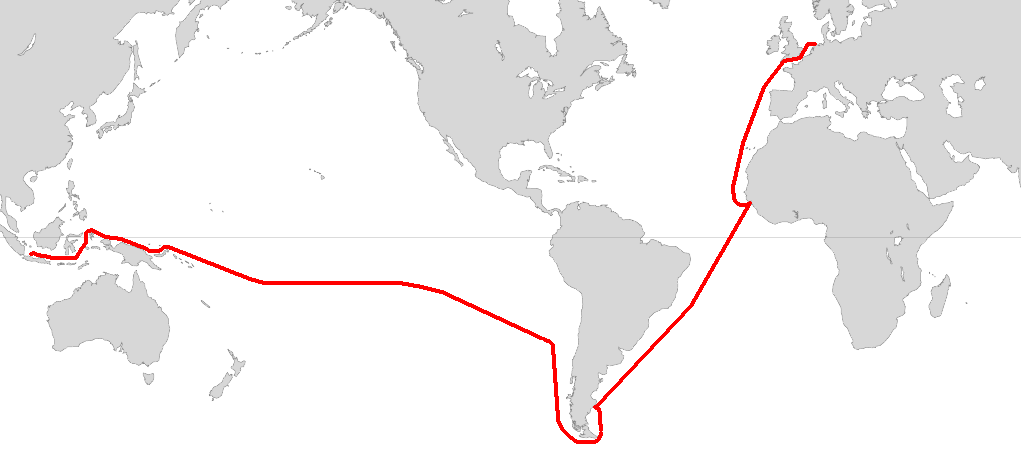
De reis van Le Maire en Schouten

Schouten is vooral bekend geworden door de reis die hij, als schipper op de Eendracht, samen met Jacob le Maire ondernam om een nieuwe westelijke doorgang naar Azië te vinden. Op 25 januari 1616 ontdekten ze ten zuiden van Straat Magellaan een nieuwe doorgang naar de Grote Oceaan, door hen Straat Le Maire gedoopt. Op 29 januari ontdekten ze de (veronderstelde) zuidelijkste punt van Zuid-Amerika, Kaap Hoorn. Schouten vernoemde de kaap op 29 januari 1616 naar zijn geboorteplaats, toen hij samen met Jacob le Maire de kaap rondvoer.
In 1616 voeren ze langs de noordkust van Nieuw-Guinea, waar ze een eilandengroep naar hem vernoemden, de Schouteneilanden. Schip en goederen van Schouten en Le Maire werden bij aankomst in Jakarta door Jan Pieterszoon Coen geconfisqueerd onder verdenking van het schenden van VOC-octrooien. Schouten en Le Maire werden met de vloot van Joris van Spilbergen teruggestuurd naar Nederland, maar Le Maire overleed tijdens de terugreis. Willem Cornelisz Schouten en Joris van Spilbergen waren daardoor na Olivier van Noort de tweede en derde Nederlanders die om de wereld waren gezeild.
De reisbeschrijving van de ontdekking van Straat Le Maire en Kaap Hoorn, Iournael Ofte Beschryvinghe van de wonderlijcke reyse, ghedaen door Willem Cornelisz Schouten van Hoorn, inde jaren 1615.1616 en 1617, werd onder Schoutens naam in 1618 uitgegeven, maar eigenlijk was dit het verslag van Jacob le Maire. De VOC wilde vanwege een conflict met Jacobs vader, Isaac le Maire, de ontdekking toe-eigenen. Deze geschiedvervalsing werd later door Joris van Spilbergen rechtgetrokken.
Joost van den Vondel maakte een klinkdicht over de ontdekking van de Straat Le Maire en Kaap Hoorn:
 Klinckert,

 Op de vvonderlicke reyse vanden Hoornschen Meyr-man

 Willem Cornelisz. Schouten.

      Als over Hooren blies de faem haer gulden horen,

 Hoe Schouten d'aerden-kloot op nieus was omgegaen,

 Niet als meer and're, door de Straet van Magellaen,

 Maer d'engte van le Mair, zoo niemand dee te voren

      Nu is sprack Ferdinand mijn eeren-krans verloren

 Draeck vyer en vlam uytspoogh, en Thomas zaghmen staen

 Versuft door wangeloof: van Noord sprack wel beraen,

 'Tis oly in het vier om nae yet nieuws te sporen.

      En Speilberg naulijcx noch 't gherucht en quam verrasschen,

 Nu legghen (riep hy) al mijn spillen inder asschen!

 O Magellaen! vaert wel, Draeck, Candisch, Olivier,

      En Speilberg, die tot noch gheweest zijt trouwe mackers,

 'Tis heel met ons ghedaen, de Schout komt met zijn rackers,

 Flucx jongens op een zy, en packt u wech van hier.

      I.V. Vondelen.
Schouten voer na terugkeer in Nederland opnieuw voor de VOC en leerde Bontekoe  kennen. Samen vertrokken zij in april 1625 uit Batavia. Schouten overleed op de terugreis toen het schip, de Middelburg, Madagaskar aandeed.